# Смолич, Дмитрий Николаевич
Дми́трий Никола́евич Смо́лич (укр. Дмитро Миколайович Смолич; 1919—1987) — советский, украинский, белорусский и российский оперный режиссёр. Народный артист СССР (1979).

## Биография
Дмитрий Смолич родился 11 апреля 1919 года в Петрограде (ныне Санкт-Петербург).
В 1941 году окончил оперно-драматическую студию им. К. Станиславского в Москве (ныне Электротеатр Станиславский).
В 1941—1955 годах — режиссёр Киевского театра оперы и балета им. Т. Шевченко, в 1955—1958 — главный режиссёр Челябинского театра оперы и балета им. М. Глинки, в 1958—1962 — главный режиссёр Одесского театра оперы и балета, в 1962—1969 — художественный руководитель и главный режиссёр Белорусского Большого театра оперы и балета в Минске, в 1969—1970 — главный режиссёр Львовского оперного театра им. И. Франко (ныне — имени С. А. Крушельницкой).
С 1970 года — главный режиссёр Киевского театра оперы и балета им. Т. Шевченко.
Ставил спектакли в Грузинском театре оперы и балета им. Палиашвили (Тбилиси, 1954), Днепропетровском театре оперы и балета (1977) и Таджикском театре оперы и балета (Душанбе, 1978).
Член КПСС с 1956 года. Депутат Верховного Совета Белорусской ССР V созыва.
Дмитрий Смолич умер 28 апреля 1987 года в Киеве. Похоронен на Байковом кладбище рядом с отцом.

### Семья
- Отец — Николай Васильевич Смолич (1888—1968), актёр, театральный режиссёр, педагог. Народный артист СССР (1944).

## Звания и награды
- Заслуженный деятель искусств Грузинской ССР (1953)
- Заслуженный деятель искусств РСФСР (1958)
- Народный артист Украинской ССР (1960)
- Народный артист Белорусской ССР (1964)
- Народный артист СССР (1979)
- Государственная премия УССР имени Т. Г. Шевченко (1971) — за поствновку оперного спектакля «Золотой обруч» Б. Н. Лятошинского в Львовском ГАТОБ имени И. Я. Франко,
- Государственная премия Грузинской ССР имени З. П. Палиашвили (1973)
- Орден «Знак Почёта» (1951)
- Медаль «В память 1500-летия Киева»
- Медали.

## Творчество

### Постановки в театре

#### Киевский театр оперы и балета им. Т. Шевченко
- 1945 — «Травиата» Дж. Верди
- 1946 — «Севильский цирюльник» Дж. Россини
- 1946 — «Кармен» Ж. Бизе
- 1947 — «Галька» С. Монюшко
- 1953 — «Иван Сусанин» М. И. Глинки
- 1953 — «Тарас Бульба» Н. В. Лысенко (в редакции Л. Н. Ревуцкого и Б. Н. Лятошинского)
- 1954 — «Пиковая дама» П. И. Чайковского
- 1954 — «Борис Годунов» М. П. Мусоргского
- 1954 — «Демон» А. Г. Рубинштейна
- 1955 — «Молодая гвардия» Ю. С. Мейтуса
- 1970 — «Золотой обруч» Б. Н. Лятошинского
- 1972 — «Абесалом и Этери» З. П. Палиашвили
- 1973 — «В бурю» Т. Н. Хренникова
- 1973 — «Ярослав Мудрый» Г. И. Майбороды
- 1974 — «Гугеноты» Дж. Мейербер
- 1977 — «Иркутская история» М. В. Карминского
- «Евгений Онегин» П. И. Чайковского

#### Челябинский театр оперы и балета им. М. Глинки
- 1956 — «Князь Игорь» А. П. Бородина
- 1956 — «Чио-Чио-сан» Дж. Пуччини
- 1956 — «Пиковая дама» П. И. Чайковского
- 1957 — «Город юности» Г. М. Шантыря

#### Одесский театр оперы и балета
- 1959 — «Макбет» Дж. Верди
- 1961 — «Назар Стодоля» К. Ф. Данькевича
- 1962 — «В степях Украины» О. А. Сандлера

#### Белорусский Большой театр оперы и балета
- 1962 — «Кето и Котэ» В. И. Долидзе
- 1962 — «Обручение в монастыре» С. С. Прокофьева
- 1963 — «Джоконда» А. Понкьелли
- 1963 — «Орестея» С. И. Танеева
- 1963 — «Ясный рассвет» А. Е. Туренкова
- 1963 — «Отелло» Дж. Верди
- 1964 — «Октябрь» В. И. Мурадели
- 1965 — «Трубадур» Дж. Верди
- 1967 — «Брестская крепость» К. В. Молчанова
- 1967 — «Алеся» Е. К. Тикоцкого
- 1968 — «Когда опадают листья» Ю. В. Семеняко
- 1969 — «Железный дом» Э. М. Тамберга
- 1969 — «Хованщина» М. П. Мусоргского (в редакции Д. Д. Шостаковича)

#### Львовский оперный театр им. И. Франко
- 1970 — «Эрнани» Дж. Верди

#### Другие театры
- 1954 — «Богдан Хмельницкий» К. Ф. Данькевича (Грузинский театр оперы и балета имени Палиашвили, Тбилиси)
- 1977 — «Пробуждение» Л. Н. Колодуба (Днепропетровский государственный академический театр оперы и балета)
- 1978 — «Айни» Ш. С. Сайфиддинова (Таджикский театр оперы и балета, Душанбе)

## Память
- В Киеве, на улице Богдана Хмельницкого, 39, где с 1971 по 1987 год жил Д. Смолич, установлена бронзовая мемориальная доска.